# Noguerana aliciae
Noguerana aliciae är en skalbaggsart som beskrevs av Chemsak och Linsley 1988. Noguerana aliciae ingår i släktet Noguerana och familjen långhorningar. Inga underarter finns listade i Catalogue of Life.